# Triple (baloncesto)

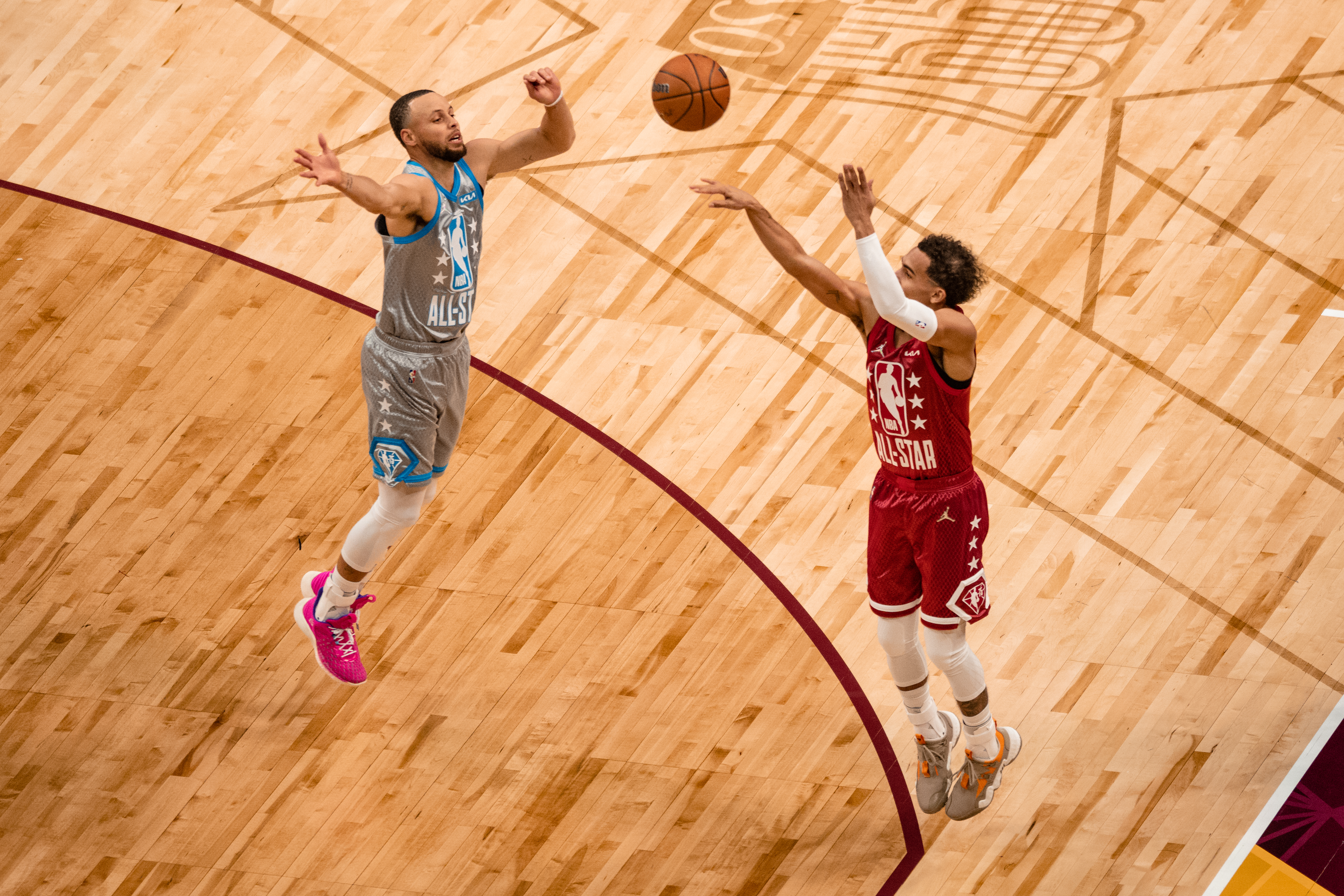
Trae Young dispara un tiro de tres puntos sobre Stephen Curry durante el Juego de Estrellas de la NBA de 2022.

En baloncesto se denomina triple o tiro de 3 puntos al lanzamiento a canasta realizado por detrás de una línea elíptica dibujada sobre el terreno de juego, y situada en el baloncesto dependiente de la FIBA a una distancia de 6,75 metros de la vertical del aro. Tiene sus orígenes en el baloncesto estadounidense, extendiéndose al resto del mundo a partir de 1984. El valor de la canasta anotada desde esa posición es de 3 puntos.
El jugador especializado en meter canastas de tres puntos es conocido como «triplista».

## Historia
Sus orígenes se remontan al año 1933, cuando en un intento de contrarrestar el juego ofensivo de los hombres altos se sugirió el poner una línea situada a 25 pies (7,62 metros) desde la cual el valor de la canasta sería de 3 puntos en lugar de los 2 habituales desde otras partes del terreno de juego. Pero no fue hasta 1945 cuando se probó en competición oficial, en un partido de la NCAA entre las universidades de Columbia y Fordham. Habría que esperar hasta el año 1961, para que una liga profesional, la ABL, la adoptase, seguida por la Continental Basketball Association en la temporada 1963-64.
El lanzamiento de tres puntos se popularizó gracias a la American Basketball Association (ABA), una liga con el mismo nombre que la de principios de los años 1960 pero que no tenía nada que ver con la misma, que la introdujo en 1968. Durante los años 1970, la ABA creó el Concurso de triples junto al Concurso de mates como una herramienta de marketing para competir contra la todopoderosa NBA. Esta adoptó la línea de 3 puntos en la temporada 1979-80, siendo el jugador Chris Ford, de Boston Celtics, quien anotara el primer triple de la historia de la liga, el 12 de octubre de 1979.
En el baloncesto amparado por la FIBA esta regla no se aceptó hasta 1984, tras la finalización de los Juegos Olímpicos de Los Ángeles.
En el siglo XXI el aumento del acierto en tiros triples ha provocado una disminución considerable de los tiros de media distancia en las estrategias de los equipos profesionales.

## Distancia de la línea

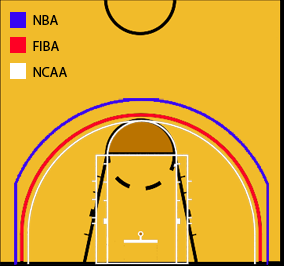
Antiguas líneas de 3 puntos antes de la modificación FIBA.

No todas las competiciones de baloncesto a lo largo del mundo tienen la línea de tres puntos a la misma distancia. Las diferencias se encuentran principalmente en las competiciones norteamericanas:
- En el baloncesto FIBA se comenzó en 1984 con una distancia de 6,25. En 2008 se anunció un incremento de 50 centímetros, que entró en vigor en octubre de 2010; la distancia es un arco frontal de 6,75 metros del aro, y dos líneas paralelas a las líneas laterales que están a 0,9 metros de las mismas.

- En la NBA está compuesta por dos líneas paralelas a los límites del terreno de juego en los laterales, a una distancia de 0,91 metros de la banda, y a 6,70 m del aro, unidas por una curva en la parte alta de la zona, desde la cual la distancia a canasta es de 7,24 m. en la parte frontal.

- En la WNBA la línea está a 6,75 metros del aro, y en los laterales a no menos de 0,91 m de los límites del campo.

- En el baloncesto universitario estadounidense (NCAA):
  - El baloncesto masculino de la NCAA está haciendo la transición al arco FIBA de 3 puntos. La División I cambió al arco FIBA en 2019–20, mientras que las Divisiones II y III harán este cambio en 2020–21. En el área cerca de las líneas laterales, el arco se convierte en una línea recta a 1,02 m de las líneas laterales, lo que refleja el hecho de que la cancha de la NCAA es ligeramente más ancha que la cancha de la FIBA.
  - En el baloncesto femenino, el arco está a 6,32 m del centro de la canasta. La distancia mínima del arco desde las líneas laterales es de 1,30 m.

## Récords

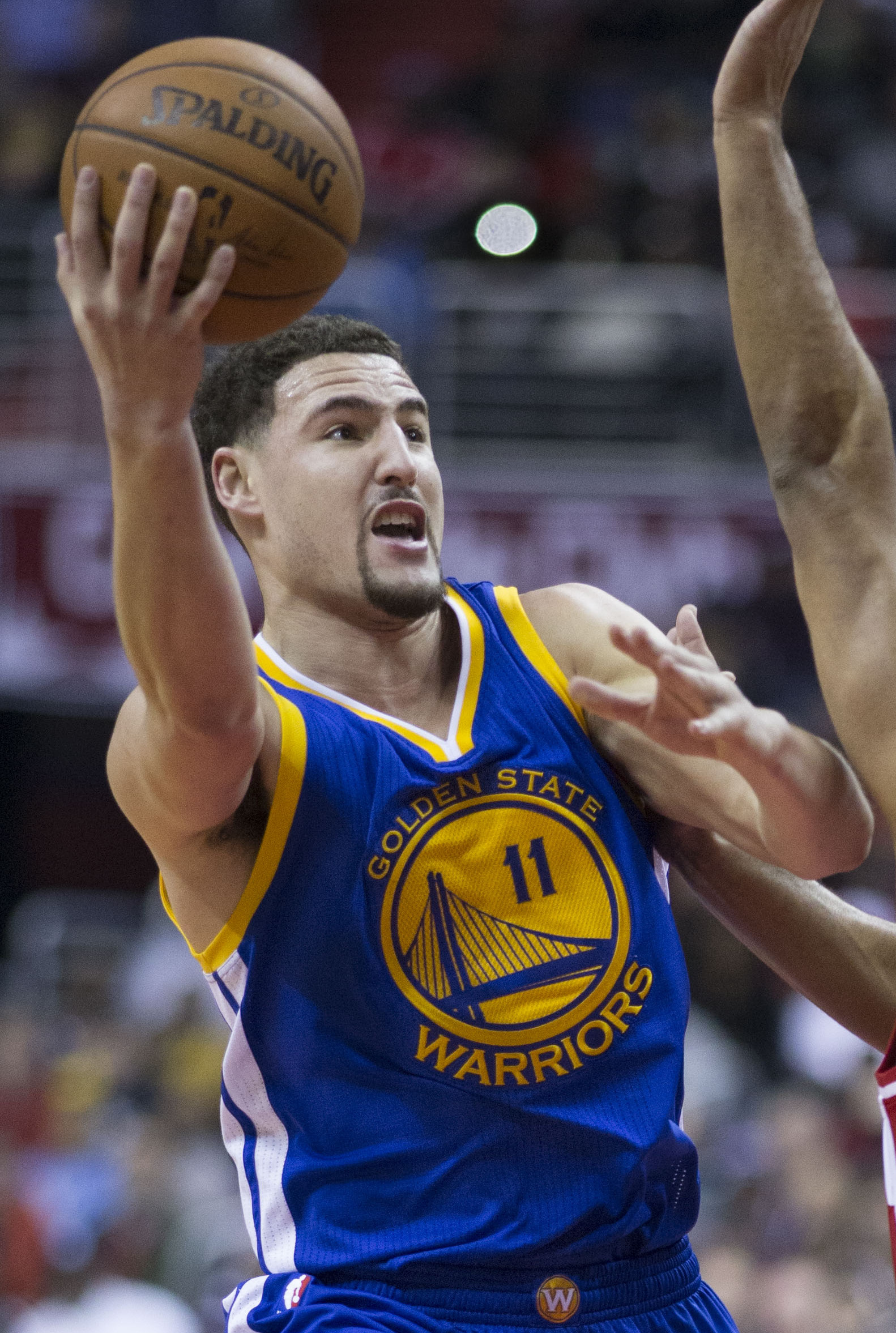
Klay Thompson posee el récord de más triples anotados en un partido, con 14 tantos.

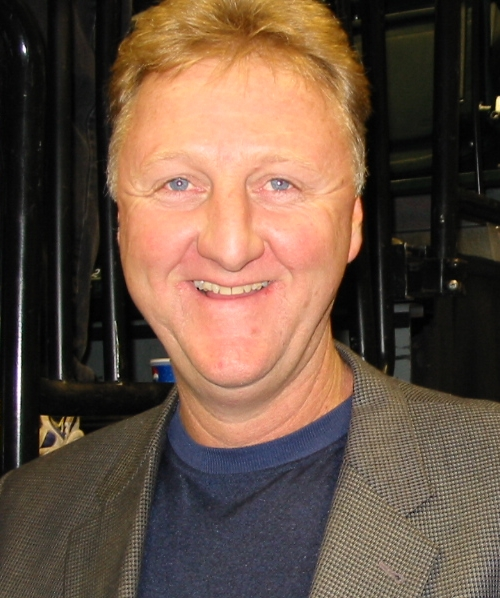
Larry Bird, ganador en 3 ocasiones del Concurso de triples de la NBA.

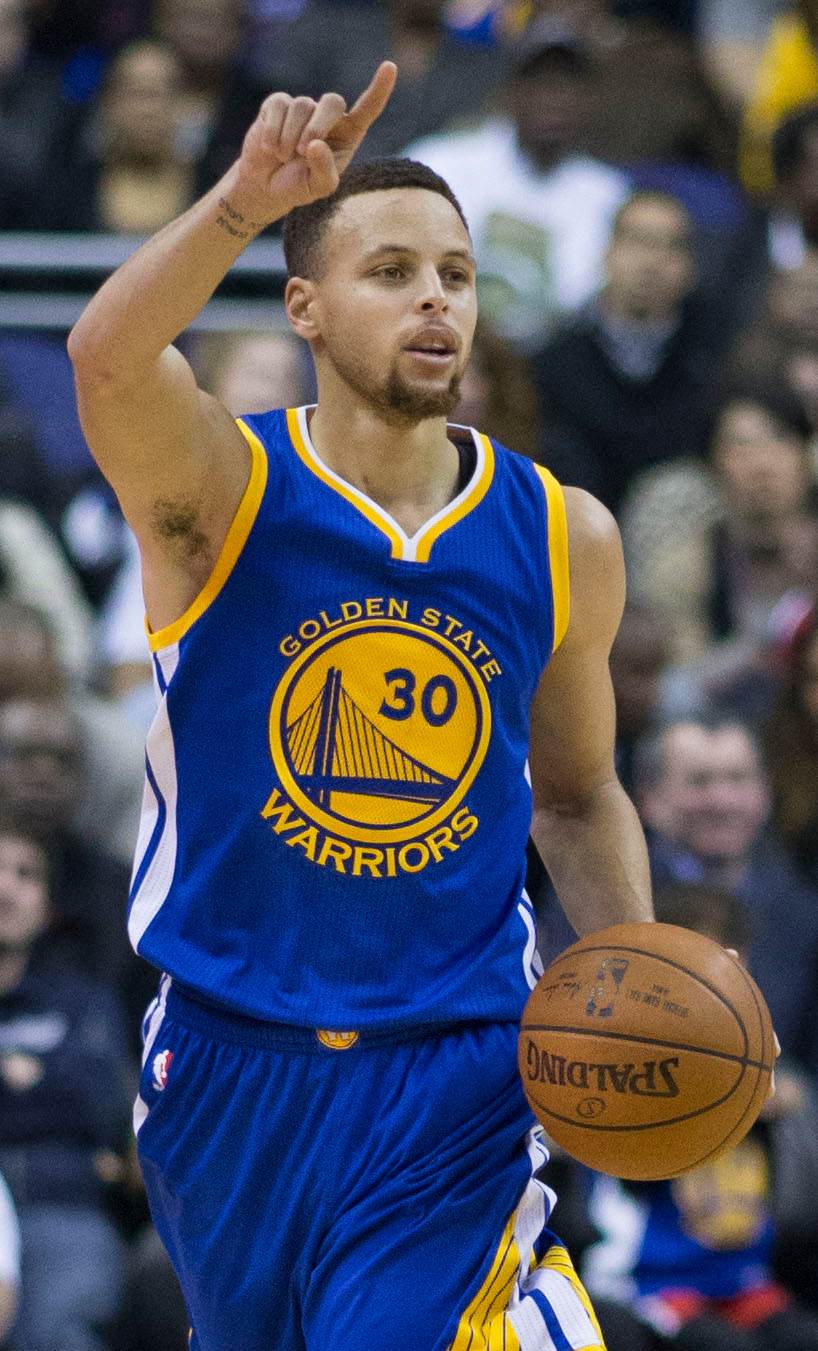
Stephen Curry posee el récord de mayor cantidad de triples anotados en la historia de la NBA.

En la NBA, estos son los jugadores que figuran en la lista de récords como máximos anotadores de canastas de 3 puntos:

### Récords de triples en su carrera
Los máximos triplistas de la historia de la NBA son:
- Stephen Curry, 4.000 triples (2009-actualidad)
- James Harden, 2.985 triples (2009-actualidad)
- Ray Allen, 2.973 triples (1996-2014)
- Damian Lillard, 2.647 triples (2012-actualidad)
- Reggie Miller, 2.560 triples (1987-2005)
- Klay Thompson, 2.531 triples (2011-actualidad)

### Récords en partidos de liga
- Klay Thompson, 14 triples (2018-19), vs Chicago Bulls
- Stephen Curry, 13 triples (2016-17), vs New Orleans Pelicans
- Zach LaVine, 13 triples (2019-20), vs Charlotte Hornets
- Kobe Bryant, 12 triples (2002-03)
- Donyell Marshall, 12 triples (2004-05)
- Stephen Curry, 12 triples (2015-16)
- Dennis Scott, 11 triples (1995-96)

### Récords en elconcurso de triples
Más puntos
- Stephen Curry, 31 puntos, 2021
- Devin Booker, 28 puntos, 2018
- Klay Thompson, 27 puntos, 2016
- Jason Kapono, 25 puntos, 2008
- Craig Hodges, 25 puntos, 1986
- Hubert Davis, 24 puntos, 1998
- Mark Price, 24 puntos, 1994
- Craig Hodges, 24 puntos, 1991
- Jason Kapono, 24 puntos, 2007

Más puntos en las finales
- Stephen Curry, 31 puntos, 2015
- Jason Kapono, 25 puntos, 2008
- Jason Kapono, 24 puntos, 2007
- Mark Price, 24 puntos, 1994
- Kyrie Irving, 23 puntos 2013
- Steve Kerr, 22 puntos, 1997
- Larry Bird, 22 puntos, 1986

Más triples consecutivos anotados
- Craig Hodges, 19 triples, 1991
- Stephen Curry, 13 triples, 2015
- Larry Bird, 11 triples, 1986
- Hubert Davis, 11 triples, 1996
- Kyrie Irving, 10 triples, 2013
- Ray Allen, 10 triples, 2011
- Jason Kapono, 10 triples, 2008

Más triples en una temporada 
- Stephen Curry, 402 triples, 2015-2016